# Triplane Turmoil
Triplane Turmoil – gra zręcznościowa (symulator lotu) stworzona oraz wydana w 1996 roku przez fińską firmę Dodekeadron Software Creations, Inc. Niegdyś shareware obecnie jest produktem freeware (najnowsza jej wersja dostępna jest na oficjalnej stronie gry). Gracz wciela się w pilota samolotu Fokker Dr.I stając po stronie jednej z 4 nacji (Niemcy, Finlandia, Anglia, Japonia). Tryb dla wielu graczy (do 4 graczy na jednym komputerze): ekran podzielony na 4 okna (VGA) lub cała plansza podzielona na 3 części, każda z części wyświetlona jedna pod drugą (SVGA).

## Szczegóły
- 4 zróżnicowane pod względem manewrowości, szybkości, ładowności samoloty,
- 24 (po 6 na każdą nację, bombardowania, obrona bazy itp.) misje w trybie jednoosobowym,
- 6 map w trybie wieloosobowym,
- Szczegółowe statystyki pilotów w ich profilach oraz w ogólnym rankingu.